# Mikhaïl Kostylev
Mikhaïl Anatolievitch Kostylev (né le 2 janvier 1985 à Moscou) est un compositeur et musicien russe. Connu sous le pseudonyme de Lind Erebros (du sindarin Ereb, solitaire, et Ross, pluie), il est l'auteur de la musique du film 28 hommes de Panfilov ainsi que de plusieurs musiques de jeux vidéo : Allods Online, King's Bounty, Royal Quest, Shadow Fight 2, etc.

## Biographie
Diplômé de clarinette, il a commencé sa carrière comme clarinettiste dans un orchestre.
Elven Oratory est un hommage à J. R. R. Tolkien, plus particulièrement au Silmarillion. Les paroles sont en quenya et en anglais. Dans la nuit du 12 au 13 mai 2017, la première partie de Rebirth of Light a été jouée dans le cadre de l'évènement « La Nuit dans le métro ».

## Discographie

### Albums
- Elven Oratory
  - Rebirth of Light (2009)
  - Noldolante (2012)
  - The Lay of Leithian (2015)

### Bandes-son de jeux vidéo
- Série King's Bounty :
  - King's Bounty: The Legend (2008)
  - King's Bounty: Armored Princess (2009)
  - King's Bounty: Crossworlds (2010)
  - King's Bounty: Warriors of the North (2012)
  - King's Bounty: Dark Side (2014)
- Allods Online (2010)
- Royal Quest (2012)
- Space Rangers HD: Revolution (2013)
- The Age of Decadence (2015)
- Vector
- Shadow Fight 2
- Shadow Fight Arena
- Underworld Kingdoms
- Renoir (2016)

### Musiques de film
- 2016 : 28 hommes de Panfilov[2]

## Récompenses
La musique du jeu Shadow Fight 2 a été primée au DevGAMM Moscow 2014 dans la catégorie « Excellence in Audio ».